# The Velvet Underground

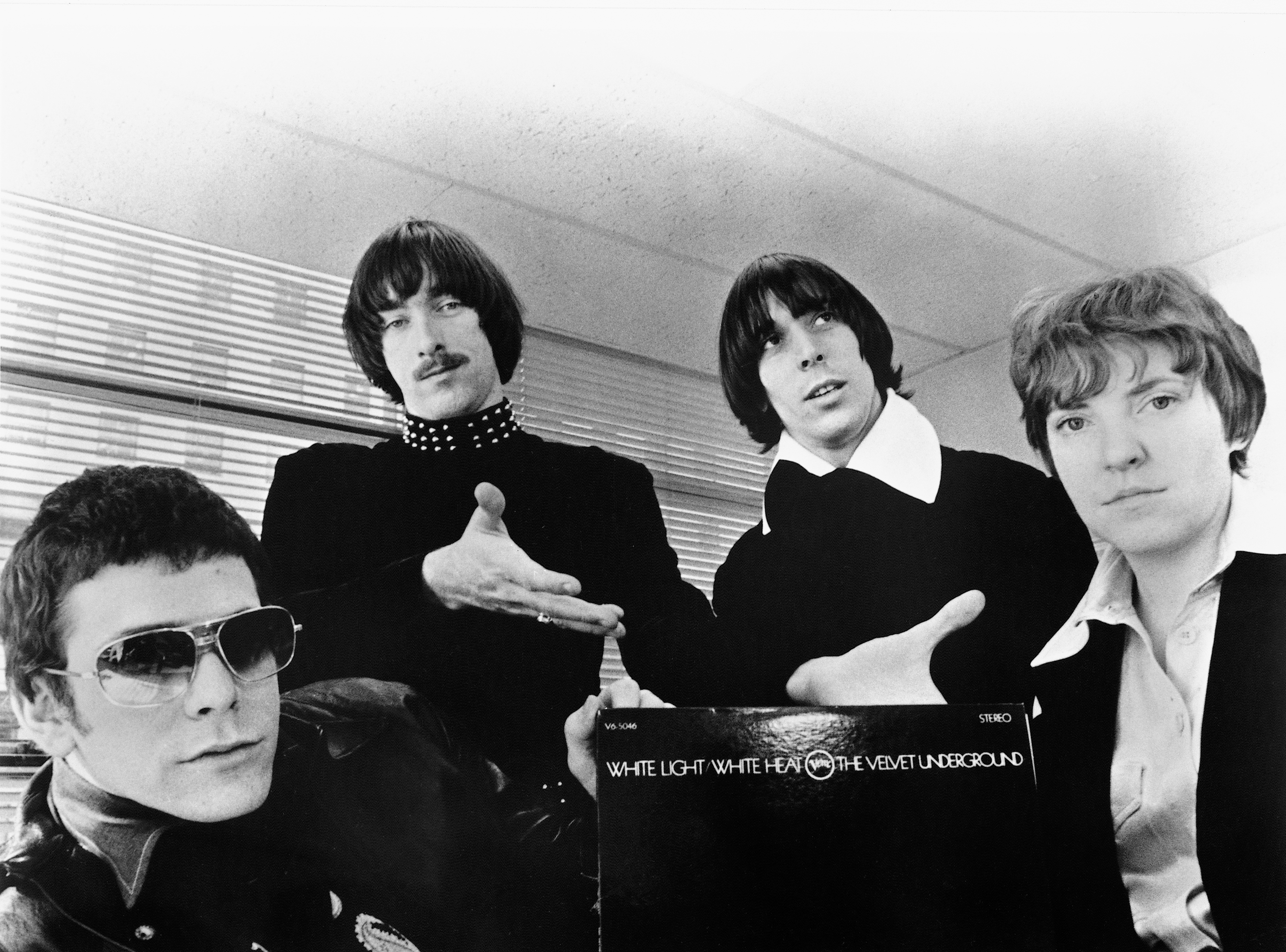
The Velvet Underground, ok. 1968

The Velvet Underground – amerykańska grupa rockowa, będąca przedstawicielem awangardy rockowej i rocka eksperymentalnego.

## Historia grupy
Historia zespołu zaczyna się w grupie The Primitives, zorganizowanej w 1964 roku tylko do nagrania singla Lou Reeda. Wszyscy muzycy tego kwartetu, czyli Lou Reed (gitara, wokal), John Cale (gitara basowa, wokal), Tony Conrad (gitara) i Walter De Maria (perkusja), wywodzili się z awangardowych kręgów nowojorskich. John Cale i Tony Conrad byli członkami radykalnego zespołu LaMonte'ego Younga The Theater of Ethernal Music, zwanego także The Dream Syndicate. Walter de Maria był już także znanym artystą i wkrótce stał się jednym z czołowych przedstawicieli minimalizmu. Reed i Cale wspólnie przeszli jeszcze przez efemeryczne grupy, aby w końcu w lutym 1965 roku założyć trio z gitarzystą Sterlingiem Morrisonem – The Warlocks. Niestety w kilka miesięcy później okazało się, że w San Francisco działa grupa o tej samej nazwie. Oba zespoły zmieniły więc nazwy: grupa nowojorska na The Falling Spikes, a Kalifornijczycy na The Grateful Dead. Jednak w grudniu, pod wpływem erotycznej powieści Reed z kolegami przybierają nazwę The Velvet Underground. Ich pierwszy koncert pod tą nazwą odbył się 11 grudnia 1965 roku w Summit High School Auditorium. Był to także ich pierwszy koncert z perkusistką Maureen Tucker. Miała ona zestaw perkusyjny za 50 dol. i grała na stojąco. 
Jeszcze w tym samym miesiącu Andy Warhol, który potrzebował zespołu rockowego do swojego multimedialnego projektu zwanego Andy Warhol, Up-Tight wysłuchał ich koncertu w klubie The Cafe Bizarre i zespół został włączony w działalność The Factory. Współpraca Velvet Underground z Andym Warholem trwała około półtora roku. W styczniu do zespołu dołączono (na prośbę Warhola) wokalistkę i aktorkę Nico. Brali oni udział w serii multimedialnych programów składających się z kombinacji filmów Warhola, świateł Danny’ego Williamsa, muzyki Velvet Underground and Nico, tańców Gerarda Malangi i Edie Sedgwick, pokazów przezroczy, projekcji filmowych Paula Morrisseya, fotografii Billy’ego Linicha i Nata Finkelsteina. 
Przez cały 1966 rok grupa występowała głównie w Nowym Jorku ale m.in. także w Los Angeles i San Francisco. 27 i 28 maja koncertowali w słynnej sali koncertowej Fillmore Auditorium (znanej także później jako Fillmore East). Na przełomie sierpnia i września 1966, zespół występował w ramach kolejnego projektu Warhola Exploding Plastic Inevitable. Pod koniec roku 1966 rozpoczęli serię koncertów w kilku stanach USA i w Kanadzie. Trwały one do 27 maja 1967 roku, gdy odeszła Nico, aby prowadzić karierę solową. 
W marcu 1967 roku ukazał się ich pierwszy album The Velvet Underground & Nico, którego formalnym producentem był Warhol, ale prawdziwym – Tom Wilson. Ze względu na odmienność od ówczesnych standardów płyta nie przyniosła dużych zysków. Kontrowersyjna treść spowodowała niemal natychmiastowe wycofanie jej z wielu sklepów muzycznych. Wiele stacji radiowych odmówiło grania a czasopisma nie zamieszczały reklam. Klęska leżała też po stronie wydawnictwa Verve, któremu nie udało się wypromować płyty.
Po kolejnej serii koncertów (m.in. występy w słynnym klubie The Boston Tea Party w Bostonie), grupa wydała 30 stycznia 1968 roku drugi album White Light/White Heat. Kolejny brak komercyjnego sukcesu zmusił grupę do intensywnych tras koncertowych.
We wrześniu 1968 roku odszedł od grupy John Cale. Rozpoczął karierę solową i został producentem (Nico, The Stooges itd.). Na jego miejsce przyszedł basista, klawiszowiec i wokalista Doug Yule z zespołu Glass Menagerie. 4 października odbył się pierwszy koncert z jego udziałem w klubie La Cave w Cleveland.
W marcu 1969 roku zespół wydał swój trzeci album The Velvet Undeground i ruszył w długą serię występów. Ich plonem był dwupłytowy album Live 1969 wydany w kwietniu 1974 roku. W kwietniu 1970 roku Maureen Tucker wzięła przerwę na urodzenie dziecka. Grupa występowała jako trio – Yule został także perkusistą. Po dwóch miesiącach zaangażowali jako perkusistę młodszego brata Douga Youle'a – Billa Youle'a, który grał w zespole przez dwa miesiące do powrotu w październiku Maureen Tucker. Bill Youle wrócił do szkoły.
Od 24 czerwca do 28 sierpnia zespół występował w nowojorskim klubie The Max's Kansas City. Koncertowe nagrania z tego klubu zostały wydane 30 maja 1972 roku na albumie Live at Max's Kansas City. We wrześniu 1970 roku ukazał się ich album Loaded. Niestety, latem – przed ukazaniem się tej płyty – odszedł z zespołu Lou Reed. Po 2-letnim okresie przerwy rozpoczął karierę solową. W sierpniu 1970 roku został zastąpiony przez basistę i wokalistę Walta Powersa. Ten skład dotrwał do czerwca 1971 roku, gdy Powers spadł ze schodów i złamał szczękę. Na kilka koncertów został zastąpiony przez Larry’ego Estridge'a. 
W sierpniu 1971 roku odszedł z zespołu Sterling Morrison, który po doktoracie z filozofii został profesorem na uniwersytecie w Teksasie. Zastąpił go Willie Alexander.
Grudzień 1971 roku to właściwie koniec istnienia zespołu. Doug Yule kontynuował karierę z nowymi muzykami i w lutym 1973 roku wydał swój solowy album Squeeze, pomyłkowo firmowany przez Velvet Underground.

### Wspólne inicjatywy muzyków po rozwiązaniu grupy
- 29 stycznia 1972 roku John Cale, Lou Reed i Nico w klubie Bataclan w Paryżu
- 3 stycznia 1989 roku występ w składzie John Cale, Lou Reed i Maureen Tucker w Brooklyn Academy of Music, Brooklyn NY – Songs for Drella. Ukazała się płyta i wideo z tym programem poświęconym Warholowi.
- 15 czerwca 1990 roku John Cale, Lou Reed, Sterling Morrison i Maureen Tucker występują w Fondation Cartier w Jouy-En-Josas, Francja
- 20 lutego 1992 roku Lou Reed, Sterling Morrison i Maureen Tucker w Casino De Paris, Francja
- 5 grudnia 1992 roku John Cale, Lou Reed i Sterling Morrison na New York University.
- Czerwiec–lipiec 1993 roku, europejskie tournée w oryginalnym składzie: Lou Reed, John Cale, Sterling Morrison i Maureen Tucker. Wielka Brytania, Niemcy, Holandia, Czechy (w Pradze – zaproszenie od prez. Vaclava Havla), Francja, Szwajcaria, Dania, Włochy. Plonem jest podwójny album Live MCMXCIII oraz DVD Velvet Redux Live MCMXCIII
- 18 i 19 listopada 1994 John Cale, Sterling Morrison i Maureen Tucker w Andy Warhol Museum w Pittsburghu,
- 17 stycznia 1996 roku John Cale, Lou Reed i Maureen Tucker w The Waldorf Astoria w Nowym Jorku z okazji wprowadzenia grupy do Rockowego Panteonu Sławy (11th Rock and Roll Hall of Fame[5]).

## Muzycy

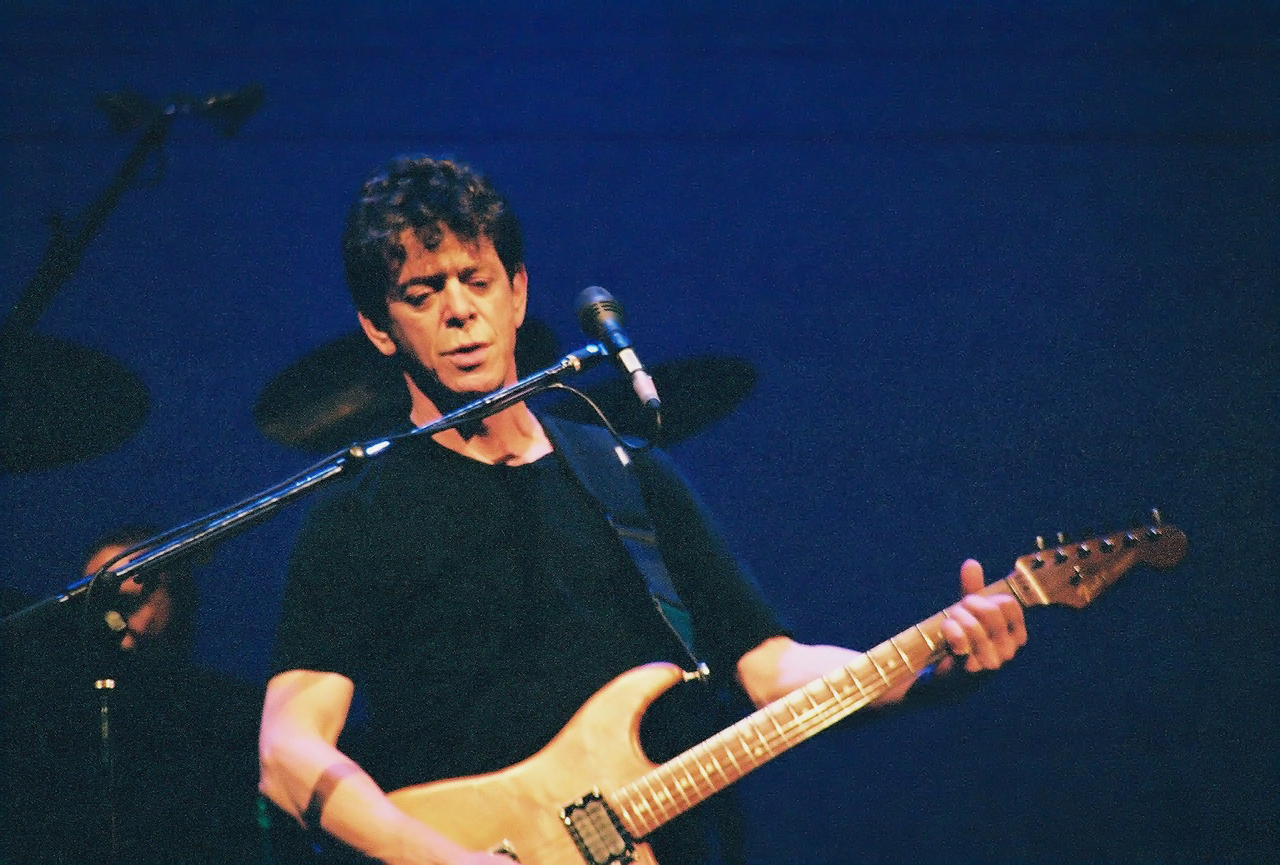
Lou Reed

- Lou Reed – gitara, śpiew, instrumenty klawiszowe
- John Cale – altówka, instrumenty klawiszowe, gitara basowa, śpiew
- Sterling Morrison – gitara, gitara basowa, śpiew
- Maureen Tucker – perkusja
- Nico – śpiew
- Doug Yule – gitara basowa, śpiew, instrumenty klawiszowe, gitara, perkusja
- Willie Alexander, ps. „Loco” – instrumenty klawiszowe, śpiew
- Angus Maclise – perkusja
- Billy Yule – perkusja
- Walt Powers – gitara basowa, śpiew
- Larry Estridge – gitara basowa

## Dyskografia

### Albumy
Oficjalne albumy studyjne
- The Velvet Underground and Nico  ( marzec 1967 ) Verve 5008
- White Light/White Heat (styczeń 1968) Verve
- The Velvet Underground (marzec 1969) MGM SE 4617
- Loaded (wrzesień 1970) Cotillion 9034
- Squeeze (luty 1973) Polydor 2383 180 – solowy projekt Douga Yule'a pomyłkowo firmowany przez VU
- VU (luty 1985) Polygram 823 299
- Another View (1986) Polygram 829 405-1
- The Best of the Velvet Underground (1989) Polygram 841 164-2
- What Goes On (1993) – zawiera także nagrania koncertowe
- Peel Slowly and See (5 CD) (1995) Polydor 31452 7080-2 – zawiera także nagrania koncertowe
- Loaded: Fully Loaded Edition (1997) Rhino Atlantic R2 72563

Oficjalne albumy koncertowe
- Live at Max's Kansas City (maj 1972) Cotillion SD 9500
- Live 1969 (album VU) (kwiecień 1974) Mercury SRM 2-7504 (2LP)
- What Goes On (1993) – zawiera także nagrania studyjne
- Peel Slowly and See (1995) – zawiera także nagrania studyjne
- Bootleg Series, Volume 1: The Quine Tapes (3 CD) (2001) Polydor 314 589 067-2
- Live at Max's Kansas City (2004) – wydanie poszerzone
- Live MCMXCIII (październik 1993) Sire Warner Bros. 9 45464-2 – wersje 1-dyskowa (Warner Brothers 9332 45465-2) i 2-dyskowa (Warner Bros. 9362 45464-2)

### Single
Jeśli nie zaznaczono rozmiaru, singiel jest 7-calowy
Single amerykańskie
- „Loop” (12. 1966) – 7-cal. jednostronna giętka płytka dołączona do magazynu Aspen No.3. Nowy Jork, Nowy Jork
- Bez tytułu (b.d.) – 7-cal. giętka płytka dołączona do Andy Warhol’s Index Book zawierająca dyskusję muzyków VU o tej książce na tle odtwarzanego pierwszego albumu VU. Zdjęcie na płytce przedstawia portret Lou Reeda
- „All Tomorrow’s Parties / I'll Be Your Mirror” (10.1966) Verve 10427
- „Sunday Morning / Femme Fatale” (12.1966) Verve 10466
- „White Light White Head / Here She Comes Now” (3.1968) Verve 10560
- „Here She Comes Now / I Heard Her Call My Name” (3.1968) Verve 10560 – (tylko promocyjny singiel, niewydany komercjalnie)
- „What Goes On Now / Jesus” (1969) MGM 14057
- „Who Loves the Sun / Oh Sweet Nuthin'” (1970) Cotillion 44107

Single brytyjskie
- „Who Loves the Sun / Sweet Jane” (4.1971) Atlantic 2091 088
- „Candy Says / Waiting for the Man / Run Run Run” (6.1973) MGM 2006 283
- „Sweet Jane / Rock and Roll” (8.1873) Atlantic K 10339
- „White Light White Heat / Heroin / Venus in Furs / Waiting for the Man” (12-cal.) (1981) Polydor POSPX 398
- „Heroin / Venus in Furs / Waiting for the Man / Run Run Run” (12-cal.)(10.1982) Polydor POSPX 603
- „Waiting for the Man / Heroin” (12-cal.) (3.1988) Old Gold OG 4049
- „Venus in Furs / All Tomorrow’s Parties” (12-cal.) Old Gold OG 4051 – „All Tomorrow’s Parties” jest wersją z alternatywnym miksowaniem
- „Venus in Furs / Waiting for the Man” (koncertowy) (2.1994) Warner Bros. W 0224 – także jako kasetowy singiel W 0224C
- „Venus in Furs / Sweet Jane / Heroin / Waiting for the Man” CD (2.1994) Warner Bros. W 0224CD

## Wideografia
- Velvet Redux Live MCMXCIII